# Loi sur les investissements étrangers de la république populaire de Chine
La loi sur les investissements étrangers de la république populaire de Chine réglemente les investissements étrangers en république populaire de Chine. La loi a été adoptée par l'Assemblée populaire nationale le 15 mars 2019 et entrera en vigueur le 1er janvier 2020. 

## Introduction
La loi a les provisions unifiées pour l'accès, la promotion, la protection et la gestion des investissements étrangers. Le gouvernement chinois gère les investissements étrangers dans le cadre du système du traitement national de pré-établissement, et d'une liste négative, stipule la loi.

## Histoire
La loi remplace les trois lois existantes en la matière, à savoir la loi sur les joint ventures à capitaux sino-étrangers, la loi sur les joint ventures contractuelles à capitaux étrangers, et la loi sur les sociétés à capitaux entièrement étrangers, adopté dans les années 1970 et 1980 lorsque la Chine a commencé la réforme et l'ouverture.

## Réaction
Wang Chen, vice-président du Comité permanent de l'APN, a déclaré que la loi illustre "la volonté et la détermination du pays à se développer à travers la réforme et l'ouverture dans un nouveau contexte historique et intègre les circonstances chinoises aux règles internationales", et elle "témoigne de la détermination et de la confiance absolue de la Chine à s'ouvrir plus largement au monde extérieur et à promouvoir les investissements étrangers dans la nouvelle ère".
Vivian Jiang, vice-présidente de Deloitte China, a noté que la loi "envoie le signal d'une plus grande transparence et renforcera l'attrait du marché chinois pour les capitaux étrangers".
Adam Dunnett, secrétaire général de la Chambre de Commerce de l'Union européenne en Chine, a noté que la loi "donnera confiance à davantage de personnes en Chine".